# Nadija Pryszczepa
Nadija Iwaniwna Pryszczepa (ukr. Надія Іванівна Прищепа; ros. Надежда Ивановна Прищепа, Nadieżda Iwanowna Priszczepa; z domu Derhaczenko (Дергаченко, ros. Dergaczenko); później Bezpawłowa (Безпалова, ros. Biezpawłowa); ur. 28 czerwca 1956 w Ukrajince) – radziecka wioślarka narodowości ukraińskiej, srebrna medalistka olimpijska, trzykrotna medalistka mistrzostw świata.

## Kariera
W 1980 roku wystąpiła na igrzyskach olimpijskich w Moskwie, podczas których wzięła udział w jednej konkurencji – rywalizacji ósemek ze sternikiem. Reprezentantki Związku Radzieckiego (w składzie: Olha Pywowarowa, Nina Umaneć, Nadija Pryszczepa, Walentina Żulina, Tetiana Stecenko, Ołena Terioszyna, Nina Preobrażenśka, Marija Paziun i sterniczka Nina Frołowa) zdobyły w tej konkurencji srebrny medal olimpijski, uzyskując w finale czas 3:04,29 i przegrywając z osadą z Niemieckiej Republiki Demokratycznej. 
W tej samej konkurencji wywalczyła również złoto na mistrzostwach świata w Cambridge (1978) i mistrzostwach świata w Bledzie (1979) oraz srebro mistrzostwach świata w Amsterdamie (1977). 
Za osiągnięcia sportowe w 1980 roku została wyróżniona medalem „Za pracowniczą wybitność”.